# PIRCH
PIRCH – stworzony przez firmę Northwest Computer Services klient sieci IRC dla systemu operacyjnego Microsoft Windows. Ostatnia wersja tego programu, znana pod nazwą PIRCH98 ukazała się w roku 1998 na licencji shareware. Od tego czasu klient nie jest już rozwijany. PIRCH stał się jednak inspiracją do stworzenia innego klienta ircowego – aplikacji Vortec IRC.